# Quisqueya (gemeente)
Quisqueya is een gemeente (20.000 inwoners) in de Dominicaanse provincie San Pedro de Macorís. Het ligt ten westen van Consuelo en ten noorden van Juan Dolio. De gemeenschap van de plaats leeft met name van suikerriet.
Het is ook de naam die door de oorspronkelijke bewoners, de Taïno, voor het eiland werd gebruikt. In het volkslied Quisqueyanos valientes wordt de naam gebruikt in plaats van Dominicaanse Republiek.

## Geschiedenis
Quisqueya werd gesticht in 1898 door de Cubaan Juan De Castro. De gemeenschap verzamelde zich in dat jaar rond een suikerfabriek, die aan een belangrijke transportroute stond. Sinds de oprichting was de gemeenschap verbonden met de suikerindustrie, die zich in de jaren 1950-70 aanzienlijk heeft ontwikkeld.
Tot 1998 maakte de plaats deel uit van de gemeente San José de Los Llanos. Vanaf toen werd het een zelfstandige gemeente.

## Bestuurlijke indeling
De gemeente bestaat uit één gemeentedistrict (distrito municipal):
Quisqueya.

## Bezienswaardigheden
- De ruïnes van de verdwenen Ingenio Quisqueya.
- De voormalige wachtpost, tegenwoordig in gebruik als brandweerkazerne.
- Het oude laadperron, gelegen op het terrein van Don Miguel Carrión.